# Copa de Finlandia
La Copa de Finlandia (en finés: Suomen Cup) es la principal competición nacional de copa en el fútbol de Finlandia, se disputa desde 1955 y es organizada por la Federación de Fútbol de Finlandia.
El campeón accede a la primera ronda de clasificación de la Liga Europa Conferencia de la UEFA.
Una competición similar organizada para mujeres es la Copa Suomen Femenina, fundada en 1981.

## Finales de Copa
| Temporada | Campeón              | Resultado        | Finalista            | Sede de la final                                                |
| --------- | -------------------- | ---------------- | -------------------- | --------------------------------------------------------------- |
| 1955      | Haka Valkeakoski     | 5 - 1            | HPS Helsinki         | Estadio Olímpico, Helsinki                                      |
| 1956      | Pallo-Pojat Helsinki | 2 - 1            | TKT Tampere          | Estadio Olímpico, Helsinki                                      |
| 1957      | Drott Pietarsaari    | 2 - 1 a.p.       | KPT Kuopio           | Estadio Olímpico, Helsinki                                      |
| 1958      | KTP Kotka            | 4 - 1            | KIF Helsinki         | Estadio Olímpico, Helsinki                                      |
| 1959      | Haka Valkeakoski     | 2 - 1            | HIFK Helsinki        | Estadio Olímpico, Helsinki                                      |
| 1960      | Haka Valkeakoski     | 3 - 1 a.p.       | RU-38 Pori           | Estadio Olímpico, Helsinki                                      |
| 1961      | KTP Kotka            | 5 - 2            | Pallo-Pojat Helsinki | Estadio Olímpico, Helsinki                                      |
| 1962      | HPS Helsinki         | 5 - 0            | RoPS Rovaniemi       | Estadio Olímpico, Helsinki                                      |
| 1963      | Haka Valkeakoski     | 1 - 0            | Reipas Lahti         | Estadio Olímpico, Helsinki                                      |
| 1964      | Reipas Lahti         | 1 - 0            | LaPa Lappeenranta    | Estadio Olímpico, Helsinki                                      |
| 1965      | ÅIFK Turku           | 1 - 0            | TPS Turku            | Estadio Olímpico, Helsinki                                      |
| 1966      | HJK Helsinki         | 6 - 1            | KTP Kotka            | Estadio Olímpico, Helsinki                                      |
| 1967      | KTP Kotka            | 2 - 0            | Reipas Lahti         | Estadio Olímpico, Helsinki                                      |
| 1968      | KuPS Kuopio          | 2 - 1            | KTP Kotka            | Estadio Olímpico, Helsinki                                      |
| 1969      | Haka Valkeakoski     | 2 - 0            | FC Honka Espoo       | Estadio Olímpico, Helsinki                                      |
| 1970      | MP Mikkeli           | 4 - 1 a.p.       | Reipas Lahti         | Estadio Olímpico, Helsinki                                      |
| 1971      | MP Mikkeli           | 4 - 1            | Sport Vaasa          | Estadio Olímpico, Helsinki                                      |
| 1972      | Reipas Lahti         | 2 - 0            | VPS Vaasa            | Estadio Olímpico, Helsinki                                      |
| 1973      | Reipas Lahti         | 1 - 0            | SePS Seinäjoki       | Estadio Olímpico, Helsinki                                      |
| 1974      | Reipas Lahti         | 1 - 0            | OTP Oulu             | Estadio Olímpico, Helsinki                                      |
| 1975      | Reipas Lahti         | 6 - 2 a.p.       | Ilves Tampere        | Estadio Olímpico, Helsinki                                      |
| 1976      | Reipas Lahti         | 2 - 0            | Ilves Tampere        | Estadio Tammela, Tampere                                        |
| 1977      | Haka Valkeakoski     | 3 - 1            | SePS Seinäjoki       | Estadio Olímpico, Helsinki                                      |
| 1978      | Reipas Lahti         | 3 - 1, 1 - 1     | KPT Kuopio           | Väinölänniemen stadion, Kuopio & Radiomäen urheilukenttä, Lahti |
| 1979      | FC Ilves Tampere     | 2 - 0            | TPS Turku            | Estadio Olímpico, Helsinki                                      |
| 1980      | KTP Kotka            | 3 - 2            | Haka Valkeakoski     | Estadio Olímpico, Helsinki                                      |
| 1981      | HJK Helsinki         | 4 - 0            | Kuusysi Lahti        | Töölön Pallokenttä, Helsinki                                    |
| 1982      | Haka Valkeakoski     | 3 - 2            | KPV Kokkola          | Estadio Olímpico, Helsinki                                      |
| 1983      | Kuusysi Lahti        | 2 - 0            | Haka Valkeakoski     | Estadio Olímpico, Helsinki                                      |
| 1984      | HJK Helsinki         | 2 - 1            | Kuusysi Lahti        | Estadio Olímpico, Helsinki                                      |
| 1985      | Haka Valkeakoski     | 2 - 2 (2-1 pen.) | HJK Helsinki         | Estadio Olímpico, Helsinki                                      |
| 1986      | RoPS Rovaniemi       | 2 - 0            | KePS Kemi            | Estadio Olímpico, Helsinki                                      |
| 1987      | Kuusysi Lahti        | 5 - 4            | OTP Oulu             | Estadio Olímpico, Helsinki                                      |
| 1988      | Haka Valkeakoski     | 1 - 0            | OTP Oulu             | Estadio Olímpico, Helsinki                                      |
| 1989      | KuPS Kuopio          | 3 - 2            | Haka Valkeakoski     | Estadio Olímpico, Helsinki                                      |
| 1990      | FC Ilves Tampere     | 2 - 1            | HJK Helsinki         | Estadio Olímpico, Helsinki                                      |
| 1991      | TPS Turku            | 0 - 0 (5-3 pen.) | Kuusysi Lahti        | Estadio Olímpico, Helsinki                                      |
| 1992      | MyPa Anjalankoski    | 2 - 0            | FF Jaro Pietarsaari  | Estadio Olímpico, Helsinki                                      |
| 1993      | HJK Helsinki         | 2 - 0            | RoPS Rovaniemi       | Estadio de Pori, Pori                                           |
| 1994      | TPS Turku            | 2 - 1            | HJK Helsinki         | Estadio Olímpico, Helsinki                                      |
| 1995      | MyPa Anjalankoski    | 1 - 0            | FC Jazz Pori         | Estadio Olímpico, Helsinki                                      |
| 1996      | HJK Helsinki         | 0 - 0 (4-3 pen.) | TPS Turku            | Estadio Olímpico, Helsinki                                      |
| 1997      | Haka Valkeakoski     | 2 - 1 a.p.       | TPS Turku            | Estadio Olímpico, Helsinki                                      |
| 1998      | HJK Helsinki         | 3 - 2            | PK-35 Vantaa         | Estadio Olímpico, Helsinki                                      |
| 1999      | FC Jokerit           | 2 - 1            | FF Jaro Pietarsaari  | Estadio Olímpico, Helsinki                                      |
| 2000      | HJK Helsinki         | 1 - 0            | KTP Kotka            | Estadio Finnair, Helsinki                                       |
| 2001      | Atlantis Helsinki    | 1 - 0            | Tampere United       | Estadio Tammela, Tampere                                        |
| 2002      | Haka Valkeakoski     | 4 - 1            | FC Lahti             | Estadio Finnair, Helsinki                                       |
| 2003      | HJK Helsinki         | 2 - 1 a.p.       | Allianssi Vantaa     | Estadio Finnair, Helsinki                                       |
| 2004      | MyPa Anjalankoski    | 2 - 1            | FC Hämeenlinna       | Estadio Finnair, Helsinki                                       |
| 2005      | Haka Valkeakoski     | 4 - 1            | TPS Turku            | Estadio Finnair, Helsinki                                       |
| 2006      | HJK Helsinki         | 1 - 0            | KPV Kokkola          | Estadio Finnair, Helsinki                                       |
| 2007      | Tampere United       | 3 - 3 (3-1 pen.) | FC Honka Espoo       | Estadio Finnair, Helsinki                                       |
| 2008      | HJK Helsinki         | 2 - 1 a.p.       | FC Honka Espoo       | Estadio Finnair, Helsinki                                       |
| 2009      | Inter Turku          | 2 - 1            | Tampere United       | Estadio Finnair, Helsinki                                       |
| 2010      | TPS Turku            | 2 - 0            | HJK Helsinki         | Estadio Sonera, Helsinki                                        |
| 2011      | HJK Helsinki         | 2 - 1 a.p.       | KuPS Kuopio          | Estadio Sonera, Helsinki                                        |
| 2012      | FC Honka Espoo       | 1 - 0            | KuPS Kuopio          | Estadio Sonera, Helsinki                                        |
| 2013      | RoPS Rovaniemi       | 2 - 1            | KuPS Kuopio          | Estadio Sonera, Helsinki                                        |
| 2014      | HJK Helsinki         | 0 - 0 (5-3 pen.) | FC Inter Turku       | Estadio Sonera, Helsinki                                        |
| 2015      | IFK Mariehamn        | 2 - 1            | FC Inter Turku       | Tehtaan kenttä, Valkeakoski                                     |
| 2016      | SJK Seinäjoki        | 1 - 1 (7-6 pen.) | HJK Helsinki         | Estadio Ratina, Tampere                                         |
| 2017      | HJK Helsinki         | 1 - 0            | SJK Seinäjoki        | Estadio OmaSP, Seinäjoki                                        |
| 2018      | FC Inter Turku       | 1 - 0            | HJK Helsinki         | Telia 5G Areena, Helsinki                                       |
| 2019      | FC Ilves Tampere     | 2 - 0            | IFK Mariehamn        | Wiklöf Holding Arena, Mariehamn                                 |
| 2020      | HJK Helsinki         | 2 - 0 (t. s.)    | FC Inter Turku       | Veritas Stadion, Turku                                          |
| 2021      | KuPS Kuopio          | 0 - 0 (5-4 pen.) | HJK Helsinki         | Telia 5G Areena, Helsinki                                       |
| 2022      | KuPS Kuopio          | 1 - 0            | FC Inter Turku       | Estadio Olímpico, Helsinki                                      |
| 2023      | FC Ilves Tampere     | 1 - 0            | FC Honka Espoo       | Estadio Olímpico, Helsinki                                      |
| 2024      | KuPS Kuopio          | 2 - 1            | FC Inter Turku       | Estadio Tammela, Tampere                                        |

## Títulos por club
| Club                  | Campeón | Subcampeón | Años campeón                                                                       |
| --------------------- | ------- | ---------- | ---------------------------------------------------------------------------------- |
| HJK Helsinki          | 14      | 7          | 1966, 1981, 1984, 1993, 1996, 1998, 2000, 2003, 2006, 2008, 2011, 2014, 2017, 2020 |
| FC Haka Valkeakoski   | 12      | 3          | 1955, 1959, 1960, 1963, 1969, 1977, 1982, 1985, 1988, 1997, 2002, 2005             |
| Reipas Lahti          | 7       | 3          | 1964, 1972, 1973, 1974, 1975, 1976, 1978                                           |
| KuPS Kuopio           | 5       | 3          | 1968, 1989, 2021, 2022, 2024                                                       |
| KTP Kotka †           | 4       | 3          | 1958, 1961, 1967, 1980                                                             |
| FC Ilves Tampere      | 4       | 3          | 1979, 1990, 2019, 2023                                                             |
| TPS Turku             | 3       | 5          | 1991, 1994, 2010                                                                   |
| MyPa Anjalankoski     | 3       | -          | 1992, 1995, 2004                                                                   |
| FC Inter Turku        | 2       | 5          | 2009, 2018                                                                         |
| Kuusysi Lahti         | 2       | 3          | 1983, 1987                                                                         |
| RoPS Rovaniemi        | 2       | 2          | 1986, 2013                                                                         |
| MP Mikkeli            | 2       | -          | 1970, 1971                                                                         |
| FC Honka Espoo        | 1       | 4          | 2012                                                                               |
| Tampere United        | 1       | 2          | 2007                                                                               |
| Pallo-Pojat Helsinki  | 1       | 1          | 1956                                                                               |
| SJK Seinäjoki         | 1       | 1          | 2016                                                                               |
| IFK Mariehamn         | 1       | 1          | 2015                                                                               |
| Drott Jakobstad       | 1       | -          | 1957                                                                               |
| HPS Helsinki          | 1       | -          | 1962                                                                               |
| ÅIFK Turku            | 1       | -          | 1965                                                                               |
| FC Jokerit Helsinki † | 1       | -          | 1999                                                                               |
| Atlantis Helsinki     | 1       | -          | 2001                                                                               |
| OTP Oulu              | -       | 3          | -----                                                                              |
| KPT Kuopio †          | -       | 2          | -----                                                                              |
| SePS Seinäjoki        | -       | 2          | -----                                                                              |
| FF Jaro Pietarsaari   | -       | 2          | -----                                                                              |
| KPV Kokkola           | -       | 2          | -----                                                                              |
| HPS Helsinki          | -       | 1          | -----                                                                              |
| TKT Tampere           | -       | 1          | -----                                                                              |
| KIF Helsinki          | -       | 1          | -----                                                                              |
| HIFK Helsinki         | -       | 1          | -----                                                                              |
| RU-38 Pori            | -       | 1          | -----                                                                              |
| LaPa Lappeenranta     | -       | 1          | -----                                                                              |
| VPS Vaasa             | -       | 1          | -----                                                                              |
| Sport Vaasa           | -       | 1          | -----                                                                              |
| PS Kemi               | -       | 1          | -----                                                                              |
| FC Jazz Pori          | -       | 1          | -----                                                                              |
| PK-35 Vantaa          | -       | 1          | -----                                                                              |
| FC Lahti              | -       | 1          | -----                                                                              |
| Allianssi Vantaa      | -       | 1          | -----                                                                              |
| FC Hämeenlinna        | -       | 1          | -----                                                                              |

- † Equipo desaparecido.